# Правило Ваньє
Правило Ваньє — принцип, який було висунуто в 1840 році відомим французьким професором у області рахівництва Іполитом Ваньє. Згідно з цим правилом, бухгалтерський облік слід вести від імені фірми, а не власника, оскільки власник несе відповідальність щодо боргів фірми виключно в межах свого вкладу.
Рахунки фірми Ваньє розділяв на три групи:
- рахунки комерсанта (у цю групу входять рахунок капіталу і рахунок прибутків і збитків);
- рахунки цінностей, що знаходяться в господарстві і є об'єктами операцій;
- рахунки кореспондентів.

В історію бухгалтерського обліку цей принцип увійшов як правило обмеженої відповідальності власника, що відбилось на принципах побудови сучасних організацій (товариство з обмеженою відповідальністю, акціонерне товариство).